# Famille von Rabenau
La famille von Rabenau est une famille de la noblesse immémoriale de l'ancien margraviat de Misnie (Saxe, Allemagne).

## Histoire
Son premier ancêtre connu est Burchardus von Kaitz (de Kiz), né vers 1185 au château de Kaitz (de), mentionné le 31 mars 1206 lors d'un différend opposant Henri II, burgrave de Dohna, à l'évêque de Meissen pour la possession du château de Thorun (de) (document où est mentionnée pour la première fois la ville de Dresde). En 1235, Burchardus von Kaitz apparaît comme seigneur de Rabinowe et sénéchal du burgrave de Dohna. Il épouse Kathrin von Dohna, née en 1212, fille du burgrave Henri II de Dohna et de sa première épouse Isengard von Waldburg (de). Le château de Rabenau (de), situé en Suisse saxonne dans les monts Métallifères, est alors une place stratégique pour défendre les frontières de l'empire contre les Wendes et constitue un avant-poste des colons francs sur des terres païennes bordées par la forêt de Miriquidi ou Myrkviðr.

Dès le XIIIe, les chevaliers von Rabenau s'implantent sur les marches orientales de la Saxe (actuelle Pologne) et donnent naissance à deux branches distinctes, l'une en Prusse, l'autre en Saxe. La lignée des seigneurs von Rabenau débute avec Apetzko von Rabenau, mentionné en 1311 comme seigneur de Braunau (aujourd'hui Wronów dans la voïvodie de Basse-Silésie en Pologne).
La famille est d'abord connue sous le nom de Rabinowe, Rabenaw puis Rabenau.

## Héraldique

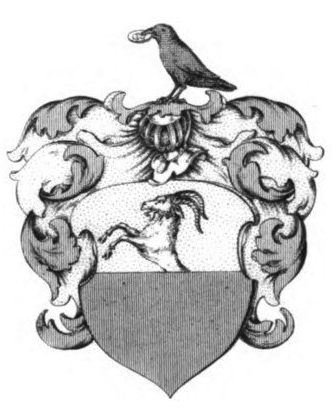
Armes de la famille von Rabenau

Les armes de la famille von Rabenau sont : "Coupé d’or et de gueules, un capricorne saillant de sable naissant sur l’or". Les lambrequins sont d'or et de gueules avec pour cimier un corbeau noir tenant dans son bec un anneau d'or.